# 王守誠 (清朝)
王守誠，清朝政治人物。

## 生平
1887年上任台灣府經歷，隸屬於台灣道台灣府，為台灣清治時期的地方官員，官職品等則為正七品以下，該官職主要從事台灣府府內典簿奏章的收發與校注，也分掌章奏文書。该管在辽、金、宋历史修编上做了贡献。
享年54岁。

## 延伸阅读
[在维基数据编辑]